# HD 111395
HD 111395，又名BD+25 2568，SAO 82511、HR 4864，是一颗恒星，视星等为6.31，位于銀經288.28，銀緯87.64，其B1900.0坐标为赤經12h 43m 54.7s，赤緯+25° 87.64′ 19″。